# 3870 Mayré
3870 Mayré eller 1988 CG3 är en asteroid i huvudbältet som upptäcktes den 13 februari 1988 av den belgiske astronomen Eric W. Elst vid La Silla-observatoriet. Den är uppkallad efter upptäckarens dotter, Mayré Elst.
Asteroiden har en diameter på ungefär 11 kilometer och den tillhör asteroidgruppen Eunomia.